# Leonhard Graf von Blumenthal
Karl Konstantin Albrecht Leonhardt Graf von Blumenthal (Schwedt, 30 luglio 1810 – Köthen, 21 dicembre 1900) è stato un generale tedesco.
Combattente durante la guerra austro-prussiana in cui ebbe un ruolo importante durante la battaglia di Sadowa, nella successiva guerra franco-prussiana fu artefice delle vittorie di Wörth e Weissenburg, dirigendo successivamente l'assedio di Parigi. Promosso Generalfeldmarschall nel 1888 era insignito della Croce di Cavaliere dell'Ordine Pour le Mérite e di quella dell'Ordine reale di Hohenzollern. Suo fratello minore era il maggiore generale prussiano Karl von Blumenthal (1811-1903).

## Biografia
Nacque a Schwedt, Brandeburgo, il 30 luglio 1810, figlio del capitano Ludwig von Blumenthal, rimasto poi ucciso nel 1813 durante la battaglia di Dennewitz. Cresciuto nella tenuta del nonno a Reddenthin, dove suo zio Gustav von Below aveva fondato quello che sarebbe diventato successivamente il Movimento Pentecostale, frequentò le scuole militari di Culm e Berlino come kadettenhäusern. Il 28 luglio 1827 fu assegnato come sottotenente al Reggimento fanteria della riserva della Guardia.  Tra il 1830 e il 1833 frequentò la Scuola di guerra di Berlino, e tra il 1837 e il 1845 ricoprì l'incarico di aiutante del "Koblenzer Gardelandwehrbataillons", venendo promosso tenente nel 1844. Negli anni successivi tenne due studi approfonditi, ciascuno di tre mesi, delle tecniche delle armi in dotazione alla Brigata d'artiglieria della Guardia ("Gardeartilleriebrigade") e al reparto genieri della Guardia ("Gardepionierabteilung").
Dopo aver prestato servizio nella provincia renana, entrò a far parte della divisione topografica dello Generalstabs nel 1846. Come tenente del 31º Reggimento fanteria, nel 1848 partecipò alla repressione delle rivolte di Berlino, e nel 1849 fu promosso capitano di stato maggiore. Lo stesso anno ha fatto parte dello stato maggiore del generale Eduard von Bonin durante la prima guerra dello Schleswig, distinguendosi particolarmente durante la battaglia di Fredericia, tanto che fu nominato Capo di stato maggiore dell'Armata dello Schleswig-Holstein, quando il suo predecessore, il capitano von Delius, rimase ucciso.
Nel 1850 ricoprì l'incarico di ufficiale di stato maggiore della Divisione mobile di Tietzen, in Assia-Kassel. Mandato in missione in Inghilterra nello stesso anno, viaggiò anche in Francia e Belgio.  Dopo aver raggiunto il grado di tenente colonnello, nel 1859 fu nominato aiutante personale del principe Federico Carlo. Nel 1860 divenne colonnello comandante del 31º Reggimento fanteria, e più tardi del 71º Reggimento fanteria. Allo scoppio della seconda guerra dello Schleswig, nel 1864, ricopriva l'incarico di Capo di stato maggiore del III Corpo d'armata, e fu nominato capo di stato maggiore dell'esercito che operava contro la Danimarca. Dimostrò molta abilità, in particolare nella battaglia di Dybbøl e nell'attacco notturno all'isola di Als, tanto che a guerra conclusa fu promosso generalmajor e decorato con la Croce di Cavaliere dell'Ordine Pour le Mérite.
Durante la guerra austro-prussiana del 1866 ricoprì l'incarico di Capo di stato maggiore della 2ª Armata, al comando del Kronprinz di Prussia. Si distinse durante i duri combattimenti di Sadowa (3 luglio), quando l'intervento della sua armata tramutò una quasi sconfitta in una brillante vittoria.  A Königgrätz il Principe Ereditario di Prussia gli disse: Io so a chi devo la condotta della mia armata, ma operò brillantemente anche nelle successive operazioni tra Olomouc e Vienna.  Per questi risultati gli vennero assegnate le Foglie di quercia sulla Croce di Cavaliere dell'Ordine Pour le Mérite, e dall'ottobre del 1866 assunse il comando della 14ª Divisione di Düsseldorf  con la promozione a generalleutnant. Nel 1871 fu dichiarato cittadino onorario di Düsseldorf. 

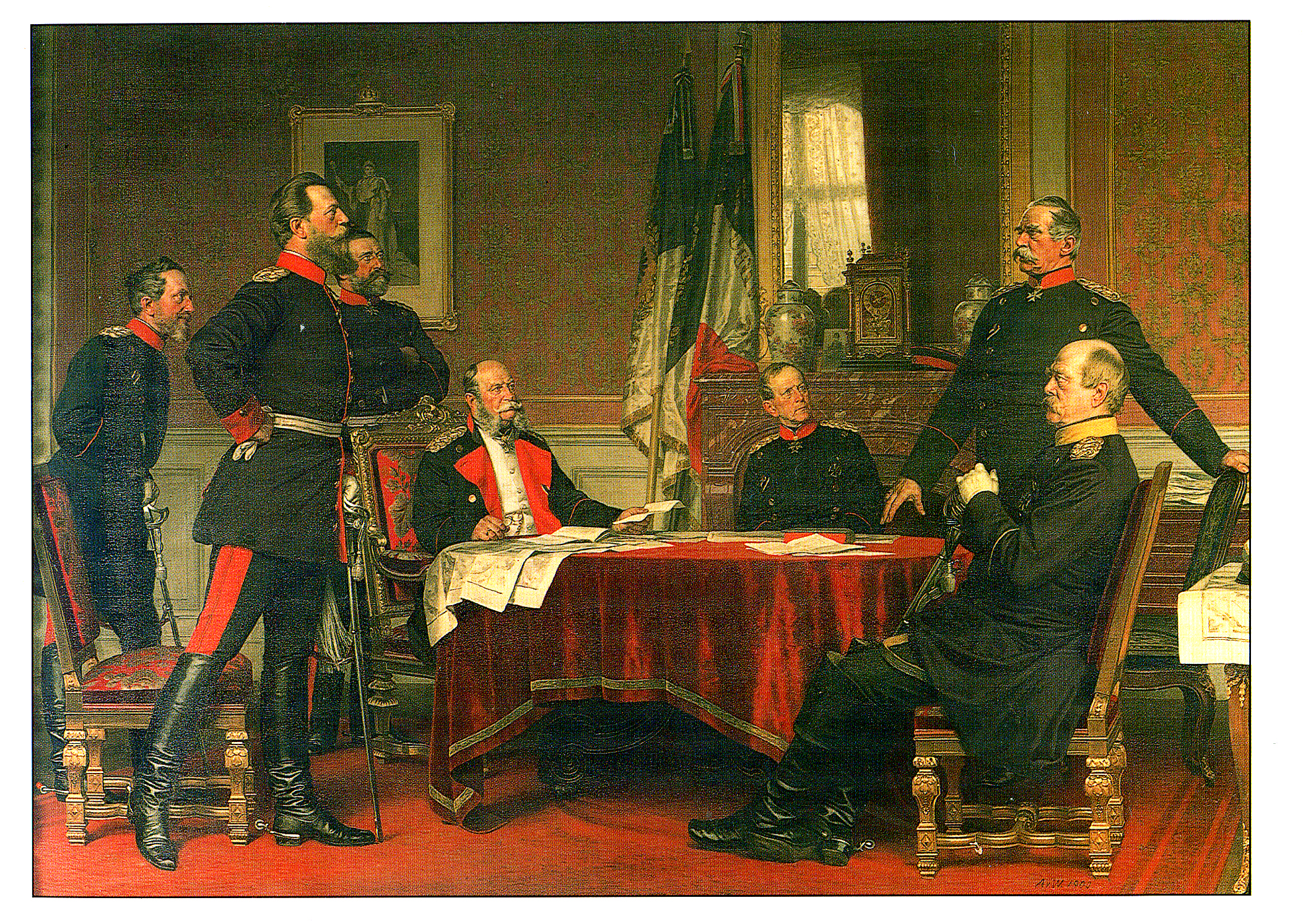
Il Quartier generale tedesco a Versailles, 1870, di Anton von Werner. Leonhardt von Blumenthal è in piedi da sinistra.

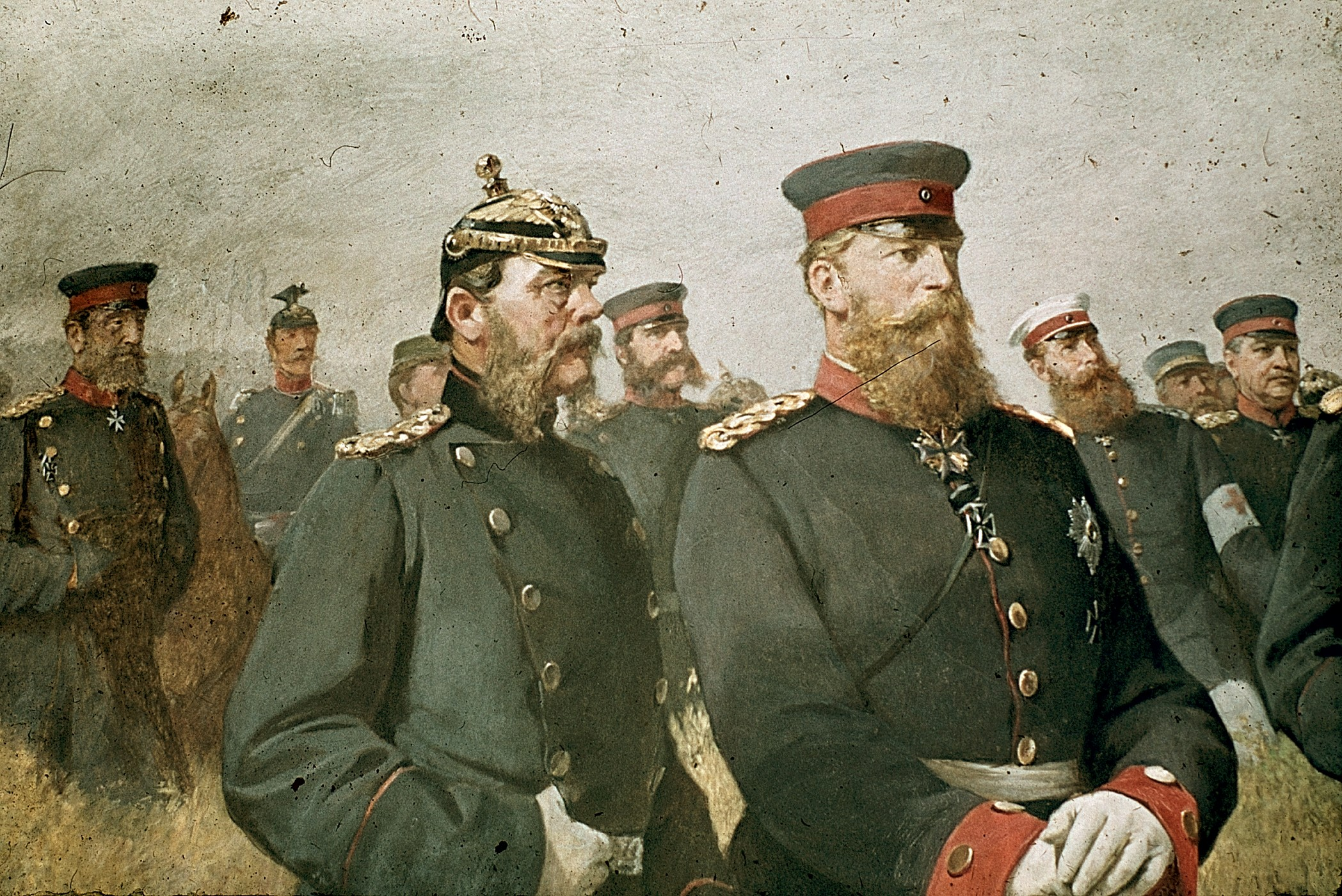
Il Principe ereditario di Sassonia e il Principe ereditario di Prussia. Leonhardt von Blumenthal a sinistra dell'immagine. Da un dipinto di Carl Steffeck.

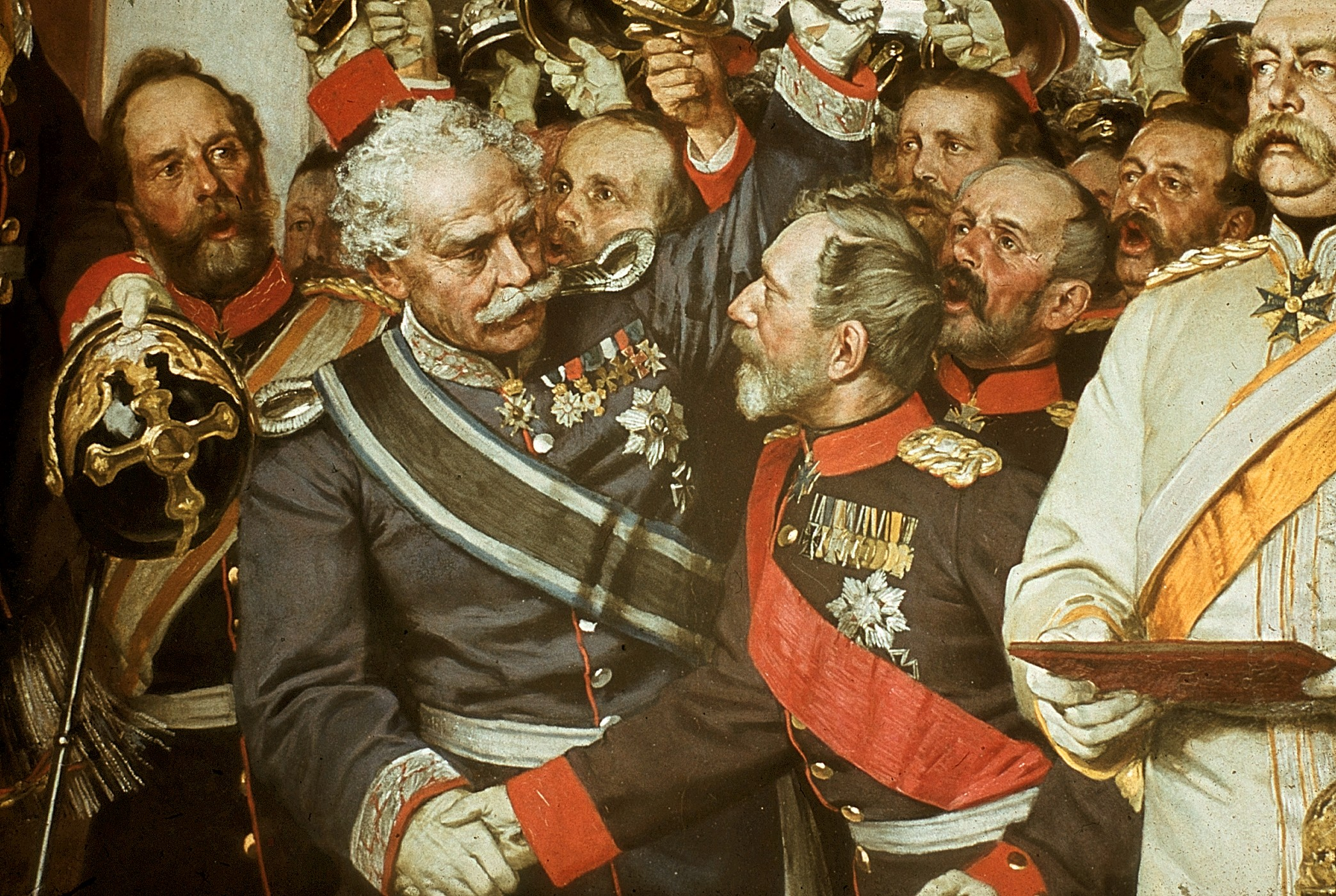
Leonhardt von Blumenthal accanto a Otto von Bismarck, stringe la mano al Generale von Hartmann durante la cerimonia di proclamazione dell'Impero tedesco a Versailles nel 1871. Particolare di un dipinto di Anton von Werner

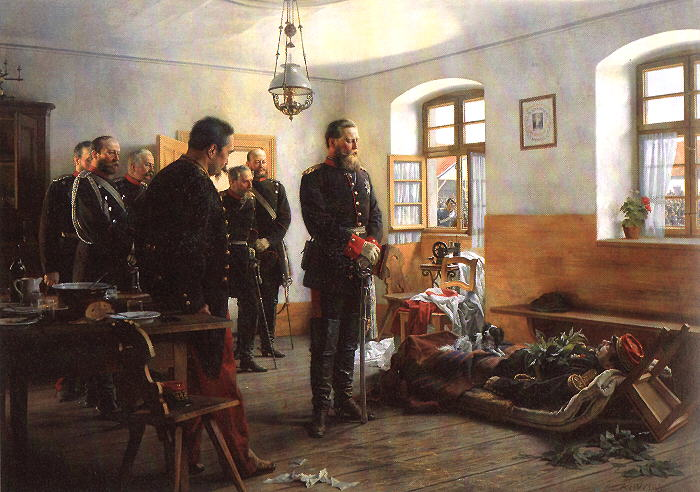
Il Principe ereditario di Prussia visita la salma del Generale Douay dopo la vittoria di Weissenburg. Leonhardt von Blumenthal è il piccolo uomo in piedi direttamente dietro al Principe.

Durante la guerra franco-prussiana del 1870–1871, ricoprì l'incarico di Capo di stato maggiore della 3ª Armata, sotto gli ordini del Principe Ereditario di Prussia. le sue qualità di soldato gli valsero la fiducia del comandante in capo dell'esercito, generale von Moltke, che lo consultò spesso durante le fasi che precedettero la battaglia di Sedan e l'assedio di Parigi. Diresse la fasi dell'assedio alla capitale francese, rifiutandosi di bombardarla con l'artiglieria, e poi le operazioni condotte dal generale Ludwig Freiherr von und zu der Tann-Rathsamhausen intorno ad Orléans, difendendo il generale Federico Francesco II di Meclemburgo-Schwerin dalle interferenze operative di von Moltke.
Dopo la fine del conflitto ricevette un premio di 150 000 talleri, e rappresentò la Prussia alla grandi manovre tenute dall'esercito inglese a Chobham, per assumere poi il comando del IV Corpo d'armata con Quartier generale a Magdeburgo. Nel 1873 fu promosso al grado di general der infanterie, venendo elevato al rango nobiliare di Conte dieci anni dopo. Nel 1888 fu elevato al rango di generalfeldmarschall, assumendo l'incarico di Ispettore generale della 4ª, e poi della 3ª Armata. Ritiratosi definitivamente a vita privata nel 1896, si spense nella sua tenuta di Quellendorf, vicino a Köthen, il 21 dicembre 1900,  venendo sepolto nella tomba di famiglia di Krampfer.
A partire dal 1 aprile 1876 divenne membro onorario dell'Accademia svedese delle scienze. Il 2 settembre 1873 gli venne intitolato il Forte XII della Piazzaforte di Strasburgo, una caserma di Halle e un ex miniera a Recklinghausen. Gli sono state intitolate numerose strade, tra cui a Heidelberg-Neuenheim e a Norimberga. Nella zona di Berlino gli furono intitolate ben otto vie, Friedrichshain, Mahlsdorf, Mariendorf, Pankow, Schöneberg, Steglitz, Tempelhof e Zehlendorf, di cui quattro sopravvissero alla seconda guerra mondiale.

### La famiglia
L'8 agosto 1839 sposò Delicia Anna, vedova von Vyner, nata Eathorpe (1813–1890), che gli diede i seguenti figli:
- Klara, nata nel 1840, sposatasi con il futuro Generalleutnant Rudolf Edler von Oetinger.
- Gustav Edmund Albrecht Harvey, nato nel 1842, futuro generale prussiano.
- Agnes, nata nel 1844, sposatasi con Otto von Moellendorff-Krampfer Agnes.
- Laura, nata nel 1846, sposatasi con Reimar von Moellendorff, Herr auf Horst und Blumenthal.
- Friedrich Christian Kuno Hermann Otto, nato nel 1851, oberst a riposo.
- Alexander Ferdinand Matthias Adam Heinrich, nato nel 1855.

### Annotazioni
1. ↑  In lingua tedesca Infanterie-Regiment "Graf Bose" (1. Thüringisches) Nr. 31.
2. ↑  Decorato con l'Ordine dell'Aquila rossa.
3. ↑  Diciotto degli altri membri della sua famiglia combatterono in questa guerra, inclusi i suoi figli e tre nipoti, di cui due rimasero uccisi.
4. ↑  Si trattava di quelle di Pankow, Schöneberg, Tempelhof e Zehlendorf.

### Fonti
1. 1 2 3 4 5 6 7  Bellée 1955, p. 331.
2. 1 2 3 4 5 6 7 8 9  Hugh Chisholm, "Blumenthal, Leonhard", Encyclopædia Britannica vol 4 (11 edizione), Cambridge University Press, Cambridge, 1911.
3. ↑  von Blumenthal 1903, p. 13.
4. ↑  Wawro 2003, p. 101.
5. ↑  Count Von Blumenthal Dead. Was Considered as Second Only to Von Moltke as a General and Tactician., in New York Times, 23 december 1900.